# Минадзуки (эсминец, 1927)
«Минадзуки» (яп. 水無月 Безводный месяц (поэтическое название шестого месяца лунного календаря) — японский эсминец типа «Муцуки». Шестой корабль в серии из 12 кораблей. Второй корабль с таким названием в Императорском флоте. Принимал активное участие в войне против Китая и боях на Тихом океане. Потоплен американской подводной лодкой Harder в море Целебес 6 июня 1944 года.

## Проектирование и строительство
Заказан в соответствии с «Новой кораблестроительной программой по замещению кораблей по условиям Вашингтонского договора 1923 г.». Корабли этого типа являлись развитием эсминцев типа «Камикадзе». На эсминцах типа «Муцуки» были установлены более мощные торпедные аппараты (строенные) Для повышения остойчивости корабля были увеличены размеры корпуса и водоизмещение.
Построенные на основе опыта Первой мировой войны, эсминцы предназначались для атаки линейных сил противника и защиты своих тяжелых артиллерийских кораблей от атак эсминцев, постановки активных минных заграждений и траления мин. Однако уже к концу 1930-х годов корабли значительно уступали по основным параметрами новым эсминцам как японским, так и будущих противников. Минадзуки строился на верфи "Док Урага" в Йокосуке в 1925-27 гг. Вошёл в строй под названием «№ 28» 1 августа 1938 он получил своё основное название.

## Вооружение
Артиллерийское вооружение включало четыре одноорудийные щитовые установки 120-мм орудий тип 3 (длина 45 калибров, дальность — 5500 м, запас 180 снарядов на орудие, скорострельность — 9 выстрелов в минуту). Одно орудие было размещено на полубаке, второе между двух труб в центральной части корабля, ещё два — в кормовой части спереди и сзади грот-мачты. Корабли практически не имели зенитного вооружения, которое было ограничено двумя 7,7-мм пулемётами тип 92. Возросшая роль авиации потребовала усиления зенитного вооружения, которое было проведено в ходе модернизации корабля в 1938 году. Были установлены две одинарных 25-мм зенитных пушки тип 96 (длина — 60 калибров, скорострельность до 110 выстрелов в минуту, эффективная высота стрельбы до 1500 м, дальность до 3000 м, запас снарядов — 2000 на орудие). 7,7-мм пулемёты были заменены на 13,2-мм тип 93.
В феврале 1943 года была установлена дополнительная двухорудийная установка 25-мм автоматов. Наиболее серьёзные изменения были внесены во время ремонта в Куре в августе-сентябре 1943 года: была демонтирована кормовая 120-мм установка, а число зенитных автоматов возросло до 10 (2 трёхорудийных и 2 двухорудийных установки).
Торпедное вооружение было усилено благодаря тому, что на эсминцах этого типа были впервые установлены новые трехтрубные 610-мм торпедные аппараты тип 12, что позволило уменьшить их число. Первый аппарат был традиционно для японских эсминцев размещён перед носовой надстройкой. Однако на последующих типах от такого размещения конструкторы отказались. Второй аппарат был расположен в кормовой части между дымовой трубой и грот-мачтой. При вступлении в строй корабль не имел никакого противолодочного вооружения. В 1932 году этот пробел был исправлен и корабль получил два бомбомета тип 88 и два бомбосбрасывателя тип 3 с запасом из 36 глубинных бомб. Во время модернизации 1938 года на эсминце были заменены бомбомёты (установлены новые бомбомёты тип 94) и размещены сонар тип 93 и гидрофон тип 92.

## История службы

### Довоенная служба
После вступления в строй корабль включили в состав 22-го дивизиона эскадренных миноносцев Второй Флотилии Второго Флота. В октябре 1927 года участвовал в маневрах Соединенного Флота в районе между островами Рюкю и Бонин (входил в состав соединения «синих»). С декабря 1927 года по сентябрь 1931 года Минадзуки числился в резерве и находился в Сасебо. В сентябре-декабре 1931 года в Сасебо на верфи флота провели текущий ремонт корпуса и механизмов. В декабре 1931 года 22-й дивизион включили в состав Первой Флотилии Первого Флота. С 26 января по 22 марта 1932 года корабль участвовал в Первом Шанхайском сражении в составе Третьего флота под командованием вице-адмирала Китисабуро Номура. Минадзуки действовал в районе устья реки Янцзы, оказывая огневую поддержку армейским частям, которые вели бои за Шанхай.
22 марта 1932 г. эсминец возвратился в Сасебо, где до сентября 1932 г. провели текущий ремонт, установили противолодочное вооружение. В конце сентября 1932 года эсминец вернулся в состав действующего флота и до июля 1933 года занимался боевой подготовкой в районе к югу от острова Формоза. С 21 по 25 августа 1933 года Минадзуки принял участие в морском параде у Иокогамы. С августа 1933 года по сентябрь 1934 года и с апреля 1936 по ноябрь 1937 корабль числился в резерве в Куре на базе флота. Начавшаяся война с Китаем потребовала усиления флота и эсминец было вновь вернуть в строй. В течение 1938 года на верфи флота в Куре был проведён очередной ремонт и модернизация: были усилены корпусные конструкции, установлено зенитное вооружение, оборудование для обнаружения подводных лодок, новые бомбомёты. После ремонта Минадзуки вошел в состав 22-го дивизиона Пятой Флотилии Четвертого Флота. До ноября 1941 года эсминец занимался боевой подготовкой к югу от Фомрозы.

### Начальный период войны на Тихом океане
В ноябре 1941 г. эсминец под командованием капитана 3-го ранга Тосио Хирояма, вместе с 22-м дивизионом 5-й эскадры эсминцев, был включен в состав Первого Соединения Северо-Филиппинского Отряда поддержки. В декабре участвовал в операции по захвату острова Лусон. В ходе операции корабль эскортировал транспорты (47-я, 48-я пехотные и 4-я танковая дивизии), обеспечивал их высадку и оказывал огневую поддержку. В конце декабря эсминец был включен в состав Второй Эскортной Группы Малайского Оперативного Соединения. В январе 1942 года принимал участие в эскортировании кораблей, участвовал в оккупации архипелага Анамбас и обеспечивал наступление армейских частей на Мерсинг. В первой половине февраля базировался на Камрань. В конце февраля в составе Третьей Эскортной Группы действовал в охранении конвоя Главных Сил Западных Сил Вторжения на остров Ява. В ночь на 28 февраля обеспечивал высадку частей 16 армии у Индрамаджо (к востоку от Батавии). Затем до 4 марта 1942 года эсминец патрулировал у северо-западного побережья Явы, оказывая огневую поддержку армейским частям..
В середине марта 5 эскадра эсминцев была расформирована и Минадзуки вместе с 22-м дивизионом вошёл в состав Первой Эскортной Группы участвовал в переброске 18-й пехотной дивизии из Пенанга на Андаманские острова. В апреле 1942 года в Сингапуре на базе Селетар был проведён текущий ремонт. С  мая по ноябрь 1942 года корабль, вместе с 22 дивизионом эсминцев входил в состав Флота Юго-Западного района. Затем, после расформирования дивизиона, до февраля 1943 эсминец входил в состав Третьей Флотилии Первого Флота. В этот период Минадзуки перевозил армейские грузы, эскортировал конвои между Сингапуром, Пенангом, островами Борнео, Ява, Суматра и архипелагом Бисмарка.. 25 сентября 1942 года командиром корабля стал капитан 3-го ранга Цуоси Фукуяма.

### Кампания на Соломоновых островах
25 февраля 1943 года восстановленный 22 дивизион эсминцев (Минадзуки,Фумидзуки,Нагацуки и Сацуки) включили в состав Третьей Флотилии Восьмого Флота с базой в Рабауле. До июля 1943 года Минадзуки обеспечивал переходы конвоев между островами в составе «Токийского экспресса», совершив 15 транспортных рейсов. 10-13 июля 1943 года в составе Транспортного Соединения контр-адмирала Идзаки участвовал в попытке перебросить подкрепления (400 человек из 229 пехотного полка) на Коломбангара. В бою у Коломбангара 12 июля повреждений не имел. Возвратился в Рабаул, не выполнив поставленной задачи. 16 июля 1943 года во время налета американской авиации на якорную стоянку у острова Шортленд, получил повреждения надстройки в результате близких разрывов бомб. Несмотря на неисправленные повреждения 21-27 августа Минадзуки принял участие в двух неудачных попытках эвакуации гарнизона острова Санта-Изабель).
В начале августа 1943 года эсминец пришел на базу флота в Куре, где до сентября был проведён ремонт, в ходе которого было демонтировано кормовое 120-мм орудие, за счет чего усилено зенитное вооружение. Кроме того было установлено радарное оборудование. После ремонта корабль включили в состав Соединения Надводного эскорта № 2 Четвертого Флота и он приступил к обеспечению воинских перевозок. 1-2 октября 1943 года Минадзуки принимал участие в неудачной попытке эвакуации гарнизона острова Коломбангара, в ходе которой вступил в бой с американским соединением крейсеров и эсминцев. Во время боя эсминец получил попадание 127-мм снаряда в правый борт под носовой надстройкой. 6 октября 1943 года корабль пришел в Рабаул и встал на ремонт, но уже 12 октября во время налета американской базовой авиации получил новые повреждения из-за близких разрывов бомб. Среди прочего были выведены  из строя два 120-мм орудия и несколько 25-мм зенитных автоматов.. Несмотря на это продолжал активно использоваться в транспортных операциях, совершив до конца года ещё 13 походов. 25 октября командиром эсминца стал капитан-лейтенант Кейдзи Исобе.

### Кампания 1944 года и гибель корабля
В январе-февраля 1944 года на базе Трук был проведён очередной ремонт. После его завершения корабль включили в состав Первого Соединения эскортных кораблей  и он приступил к эскортированию конвоев между Голландской Ост-Индией и Метрополией (8 походов). В мае 1944 года корабль передали в непосредственное подчинение командующего Третьим Флотом. 11-16 мая 1944 года эскортировал авианосцы Дзунье и Хиё при переходе из Куре в Тави-Тави. 6 июня 1944 года эсминец Минадзуки  вместе с эсминцем Вакацуки и танкером Козен Мару вышел из Тави-Тави и направился в Баликпапан. В ночь на 7 июня 1944 года в проливе Сибуту в 150 милях к северо-востоку от острова Таракан конвой атаковала американская подводная лодка Harder. Одна из выпущенных ею торпед попала в правый борт Минадзуки в районе машинного отделения. Корабль разломился и почти сразу затонул.04°05′ с. ш. 119°30′ в. д. Эсминец Вакацуки подобрал с воды около 100 человек из состава экипажа..